# Débat sur le statut politique du Québec
Le débat sur le statut politique du Québec est un débat à propos du statut politique et constitutionnel du Québec. À travers l'histoire, le débat a porté sur différents sujets, notamment sur le statut du Québec au sein du Canada et sur la pertinence pour le Québec de devenir un pays indépendant.
Le débat oppose depuis plusieurs décennies les souverainistes, partisans de faire du Québec un pays indépendant, et les fédéralistes, prônant le maintien du Québec comme province canadienne en tant que société distincte ou unique.
Le débat tire son origine de la culture distincte et de l'histoire du Québec au sein du Canada. Seule province francophone, l'histoire du Québec l'a amené à plusieurs niveaux à évoluer de manière unique du reste du Canada.
Depuis les années 1960, le débat sur le statut politique du Québec a mené à un grand nombre d'événements historiques, de consultations populaires et de tentatives de résolutions. Toutefois, malgré plusieurs évolutions du débat, celui-ci persiste au sein de la société québécoise.

## Origines
Le caractère distinct du Québec au sein du Canada provient de la présence de la France en Amérique du Nord jusqu'au XVIIIe siècle. En 1534, la France a revendiqué des terres et a établi une colonie au début du XVIIe siècle en Amérique du Nord, la Nouvelle-France. Cette colonie se développera sous l'égide de la France jusqu'à ce que celle-ci soit défaite lors de la guerre de Sept Ans. Elle signe alors, en 1763, le Traité de Paris qui cède son territoire sud (la Louisiane) à l'Espagne et son territoire nord (le Canada) à la Grande-Bretagne. Malgré le changement d'autorité politique, les francophones présents sur le territoire canadien continuent de parler leur langue, le français, et d'avoir une culture distincte de la Grande-Bretagne. Ils sont toutefois rapidement dépassés en nombre par la communauté anglophone, notamment par l'arrivée de loyalistes américains sur le territoire du Canada et à la forte immigration de provenance britannique au cours du XIXe siècle.

## Acteurs

### Souverainistes
Sur le plan politique, le mouvement souverainiste est grandement associé au Parti québécois. Seul parti politique souverainiste à avoir été au pouvoir, il est, depuis la fin des années 1960, le porte-étendard du projet souverainiste. Lors de chacun de ses deux premiers passages au gouvernement (1976-1985 et 1994-2003), il a organisé un référendum populaire afin de consulter la population sur la souveraineté du Québec. D’une autre part, Québec Solidaire est l’autre parti indépendantiste actuellement présent à l’Assemblée nationale.  Au niveau fédéral, le Bloc québécois  est un parti souverainiste siégeant au Parlement du Canada.
Sur le plan social, le mouvement souverainiste compte plusieurs organisations dans la société civile. Les Organisations unies pour l'indépendance du Québec visent à regrouper tous les souverainistes autour d'une même bannière non partisane. Le Mouvement national des Québécoises et Québécois regroupe des organisations visant la défense de la langue française et la souveraineté du Québec.

### Fédéralistes
Le Parti libéral du Québec est le principal parti défendant le fédéralisme au Québec. Au niveau fédéral, à l'exception du Bloc québécois, tous les partis politiques défendent le fédéralisme.

## Enjeux actuels
L'un des enjeux toujours actuels du débat sur le statut politique du Québec est son adhésion à la Constitution canadienne. Lors du rapatriement de la Constitution du Canada en 1982, le Québec n'a pas donné son accord à l'ajout dans la Constitution du Canada de la Loi constitutionnelle de 1982. Bien que cette absence de consentement n'ait aucune conséquence juridique, plusieurs politiciens ont tenté de trouver un moyen pour que le Québec signifie son accord, notamment en proposant des modifications à la Constitution du Canada qui reconnaissent la société unique ou la société distincte du Québec. À ce jour, aucun des projets d'entente n'a réussi.